# Кавад I
Кавад I (рођ. 449—умро 13. септембра 531. год), син Пероза I, био је краљ Сасанидске Персије у два наврата, прво од 488. до 496., а затим од 498. до 531. године.

## Прва влада
По византијском хроничару Јовану Малали, Кавад је 531. умро у 82. години живота, што значи да је рођен 449. године. На престо је дошао уз помоћ племства које је збацило и ослепело његовог стрица Балаша (484—488.).
У време почетка Кавадове владавине, његовом краљевству је претила опасност од Ефталита (Белих Хуна) из средње Азије. Хуни су 483, тешко поразили Пероза I који је морао да пристане на плаћање високог данка и слање Кавада као таоца. Као талац Кавад је живео две године, док је у међувремену његов отац 484. убијен у борби са Хунима. Након тога краљевски престиж је био прилично погођен и ни Балаш није могао да га обнови. Долазак Кавада на место краља требало је да продужи овај период несигурности у корист персијских магната и свештеника.
Међутим, нови шах се показао вољним и способним да обнови централизовану државу. Прво је подржао Маздака, сина Бамдада, вођу једне егалитаристичке секте која је захтевала да богати сву своју имовину, укључујући и жене, поделе са сиромашнима. Преко Маздаковог учења извршен је идеолошки напад на моћно племство, тако да је Кавад привремено свргнут (496—498) и притворен у „Замак покајања“ (грч: Лете) у Сусијани, док га је на трону сменио брат Дјамасп.

## Почетак друге владе и рат са Византијом
Кавад је пак успео да побегне и уточиште је нашао управо код Хефталита. Хунски краљ га је оженио својом ћерком и ставио му на располагање војску помоћу које је Кавад повратио престо. По поновном преузимању трона, Кавад је морао да поново прихвати обнову исплаћивања данка Хефталитима. Обратио се источноримском цару Анастасију I захтевајући исплату редовних субвенција које је цариградски двор исплаћивао персијском. Субвенције су наиме биле намењене одржавању персијских утврђења у Закавказју које су посредно браниле и римску Сирију и Месопотамију од Хуна северно од Кавказа. Зенон је 483. престао да исплаћује субвенције, а Анастасије је одбио да помогне Каваду очекујући његове даље сукобе са Хунима. У исто време, цар је почео да се меша у прилике у Парсарменији, делу Јерменије под персијском влашћу.
У августу 502. Кавад је лично упао у римску Јерменију и тиме је прекршио Стогодишњи мир из 422. године. Изненадни упад Персијанаца на самом крају ратне сезоне довео је до пада неколико римских тврђава, укључујући и Амиду у јануару 503. године. Тек када су вести о паду Амиде (данашњи Дијарбекр у Турској) стигле у Цариград, Анастасије је опремио бројну војску који је поверио тројици међусобно завађених војсковођа, Аеробинду, Патрикију и свом сестрићу Ипатију. Једина позитивна ствар коју је царска војска извела 503. била је одбрана Едесе, коју су њени житељи одбранили уздајући се у реликвију коју су чували: писму које је Исус послао њиховом кнезу Агбару. Наредне 504. године, Анастасије је послао Целера, свог канцелара (magister officiorum), као врховног команданта, док је Ипатије опозван у Константинопољ. Овога пута иницијатива је била на страни Византинаца, персијске пограничне провинције су похаране, а Патрикије је опсадом натерао Амиду на предају (почетак 505. год.). Пошто су 505. Закавкаски Хуни напали Парсарменију Кавад је пристао да склопи мир на седам година са Целером. Кратак али тежак рат са Персијом, Анастасије је успешно окончао тако што је, упркос протестима немоћног Кавада, утврдио Теодосиопољ (данашњи Ерзерум у Турској), најзначајнију тврђаву римске Јерменије, и подигао насупрот Низибису тврђаву Анастасиопољ. Ипак, цар је овога пута спремно исплатио субвенције персијском краљу.

## Победа над Хефталитима и Иберијски рат
Кавад је 503. отпочео серију ратова са Белим Хунима који су се завршили десет година касније. До 513. Хефталити су протерани са сасанидских територија и више нису представљали пресудан фактор у унутрашњој политици Кавадове краљевине. 
Односи са Византијом били су мирни све док 522. није дошло до промене у осетљивој равнотежи снага када је Чат, краљ Лазике, малене краљевине на југисточној обали Црног мора, решио да посети Цариград и од римског, уместо од персијског владара, затражи потврду своје титуле. Јустин I је примио краља Лазике и кумовао му на крштењу, а затим га је оженио римском невестом. Заузврат, персијски краљ Кавад I је покушао да наговори Сабире, номадске коњанике сродне Хунима, да нападну Царство, али му је Јустин открио да сабирско поглавар истовремено преговара и са њим. Након тога, Кавад је уништио Сабире, али је Јустинов гест протумачио као пријатељски. У знак помирења, Кавад је затражио да цар усини његовог сина Хозроја. Хозроје је наиме био трећи по старини међу синовима персијског краља, али га је Кавад сматрао најспособнијим. Усиновљење од стране Јустина требало је да учврсти његове претензије на сасанидски престо. Јустин је, након саветовања са својим правницима, пак понудио да се усиновљење изведе према варварским, а не римским обичајима (како Хозроје не би могао да претендује и на римску царску круну), што је Кавад озлојеђено одбио. Персијски краљ је затим упао у кавкаску краљевину Иберију (запад данашње Грузије) и затражио да се тамашња владарска кућа одрекне хришћанства и прихвати зороастризам. Невелика војна помоћ коју је послао Јустин је поражена и иберијска династија је морала да напусти земљу и побегне у Цариград. Упади римске војске на територију персијске Јерменије, предузети 526., показали су се као бесплодни.
Иберијски рат вођен је са променљивом срећом на обе стране. Јустинијанов војсковођа Велизар је 530. однео сјајну победу у бици код Даре, али су наредне године Персијанци узвратили победом код Калиника на Еуфрату. Мир је склопљен тек по Кавадовој смрти 531. године. Јустинијан I је желећи да покрене обнову римске власти на Западу, склопио 532. Вечни мир са новим шахом Хозројем I по цену плаћања огромног данка.

## Последње године
Кавад је последње године владавине био под великим утицајем свога сина и дезигнираног наследника Хозроја. Једна од последица доминације Хозроја на двору, био је и раскид његовог оца са маздаизмом. Маздак и његови следбеници су 529. позвани на двор где су морали да прихвате полемику са магима, свештеницима доминантне зороастријанске вере. Након пораза у теолошким расправама, Маздак је обешен, а његове присталице су прогоњене.
Кавад је, као што је споменуто, преминуо 531. године. Остао је запамћен као владар који је повратио унутрашњу стабилност Сасанидској Персији, спровео реформу пореског система и основао неколико градова које је назвао по свом имену. За Византинце био је достојан противник и Прокопије из Цезареје га је описао као далековидог и енергичног владара.